# Wysocko Wielkie (gmina)
Wysocko Wielkie (od 1953 Kamienice Nowe) – dawna gmina wiejska istniejąca w latach 1934–1953 w woj. poznańskim (dzisiejsze woj. wielkopolskie). Siedzibą władz gminy było Wysocko Wielkie.
Gmina zbiorowa Wysocko Wielkie została utworzona 1 sierpnia 1934 roku w powiecie ostrowskim w woj. poznańskim z dotychczasowych jednostkowych gmin wiejskich: Kamienice Nowe, Parczew Westrza, Pruślin, Sadowie, Smardów, Wtórek, Wysocko Małe i Wysocko Wielkie (oraz z obszarów dworskich położonych na tych terenach lecz nie wchodzących w skład gmin). 1 kwietnia 1939 roku do gminy Daniszyn przyłączono część obszaru gminy Przygodzice i miasta Ostrowa Wielkopolskiego a część obszaru gminy Wysocko Wielkie przyłączono do gmin Przygodzice i Sieroszewice Nowe oraz do Ostrowa Wielkopolskiego.
Po wojnie gmina zachowała przynależność administracyjną. Według stanu z dnia 1 lipca 1952 roku gmina składała się z 8 gromad: Kamienice Nowe, Parczew, Pruślin, Sadowie, Smardów, Wtórek, Wysocko Małe i Wysocko Wielkie. 21 września 1953 roku jednostka o nazwie gmina Wysocko Wielkie została zniesiona po przeniesieniu siedziby z Wysocka Wielkiego do Kamienic Nowych i zmianie nazwy jednostki na gmina Kamienice Nowe.